# الیور کپ
الیور کُپ (انگلیسی: Oliver Cope؛ ‏ ۱ ژانویهٔ ۱۹۰۲ – ۳۰ آوریل ۱۹۹۴) جراح نامدار اهل ایالات متحده آمریکا بود که بابت مشارکت‌هایش در پیشبرد جراحی غده پاراتیروئید، سوختگی‌ها و درمان سرطان پستان شناخته می‌شود. علاوه بر اینها، نام او امروزه به‌خاطر توصیف رفلکس چرچیل–کُپ در یادها مانده است. وی مدرک کارشناسی خود را در ۱۹۲۳ از دانشگاه هاروارد و دکترای پزشکی خود را در سال ۱۹۲۸ از دانشکده پزشکی هاروارد دریافت کرد و دورهٔ آموزشی تخصص جراحی را در بیمارستان عمومی ماساچوست گذراند و در آنجا دستیار ادوارد دیلوس چرچیل شد. در همین دوران بود که او و چرچیل رفلکس چرچیل–کُپ را تشریح کردند. وی با دریافت بورسیه جخت دوره فوق تخصصی خود ابتدا به برلین رفت، اما با قدرت گرفت حزب نازی، وی که یهودی بود مجبور به ترک آلمان شد و با همسرش به لندن رفت و در آنجا از شاگردان هنری هلت دیل شد. در انگلستان او رابطه دوستی نزدیکی با هارولد پرسیوال هیمس‌ورث پیدا کرد به نحوی که در جریان جنگ جهانی دوم فرزندان هیمس‌ورث با خانوادهٔ او در کمبریج، ماساچوست اقامت داشتند. الیور کُپ پس از بازگشت به آمریکا استاد دانشکده پزشکی هاروارد شد. وی و چرچیل نخستین جراحی پاراتیروئیدکتومی مدیاستن را در سال ۱۹۳۲ انجام دادند و با توسعه این روش توانستند ۳۰ بیمار مبتلا به پرکاری پاراتیروئید را تا سال ۱۹۳۶ با موفقیت درمان کنند. او همچنین هیپرپلازی اولیه غدد پاراتیروئید را به عنوان علت هیپرپاراتیروئیدیسم (متمایز از آدنوم پاراتیروئید) شرح داد. برداشتن غدهٔ پاراتیروئید امروزه یک روش استاندارد درمانی در مبتلایان به پرکاری اولیهٔ پاراتیروئید است.